# Berkshire Mountains

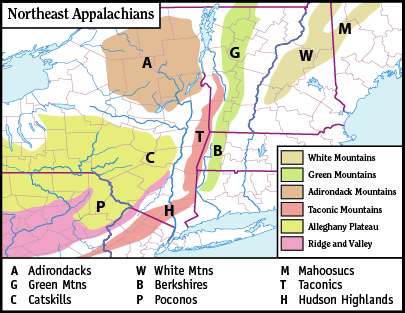
mappa

Le Berkshire mountains sono situate nell'ovest dello Stato Massachusetts, Stati Uniti. Sono chiamate così dal nome datogli da sir Francis Bernard, il governatore reale, in onore della sua contea d'origine in Inghilterra. La vetta più alta è il Monte Greylock (1.064 m), ma l'elevazione locale va dai 213 ai 365 m.

## Geologia
Oltre mezzo miliardo di anni fa l'Africa collise con il Nord America, formando gli Appalachi. L'erosione di oltre centinaia di milioni di anni ridusse queste montagne alle colline che vediamo oggi.